# 索尼α350

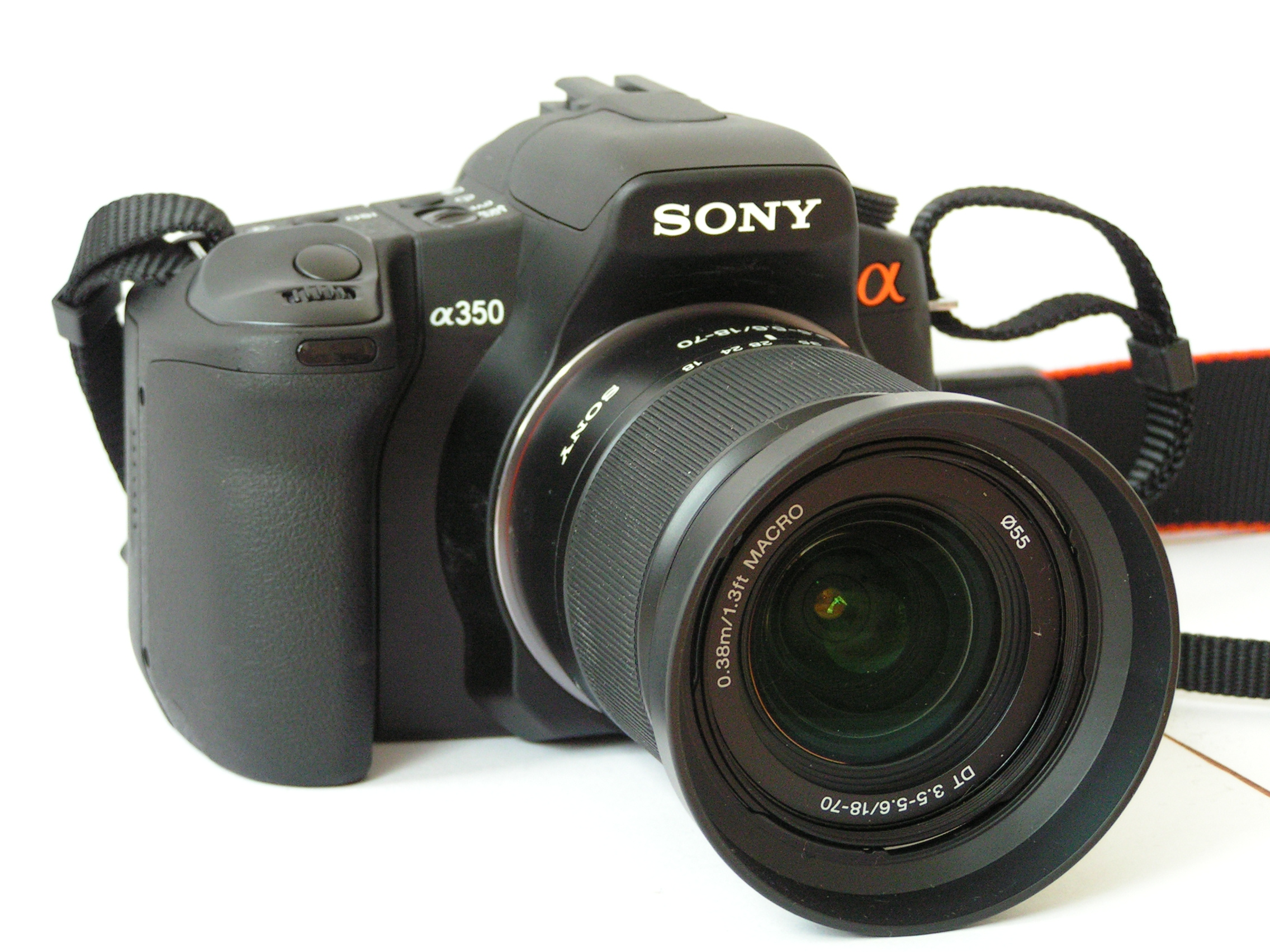
DSLR-α350

SONY α DSLR-A350（又簡稱為α350）是索尼一款發表於2008年1月30日的入門級数码单反相机，最大的特色为采用了能够进行上下翻转的2.7英寸LCD取景器，能够实现实时取景功能，但其余功能与較低階的α200皆相同。除了α350之外，它還有一款規格幾乎相同的雙生機種α300，两者之间的区别主要在感光元件的像素上，α300使用1020万像素CCD，而α350使用1400万像素的CCD。2008年春上市，α300與α350的廠商建議售价分别为800美元以及900美元（附单镜头的套裝組）。

## 外部連結
- （英文）Sony ALPHA DSLR-A350規格表（SonyStyle官網） （页面存档备份，存于）